# Громин Долаць
Громин Долаць (хорв. Gromin Dolac) — населений пункт у Хорватії, у Сплітсько-Далматинській жупанії у складі громади Єлса.

## Населення
Населення за даними перепису 2011 року становило 3 осіб.
Динаміка чисельності населення поселення:

## Клімат
Середня річна температура становить 16,15 °C, середня максимальна – 27,84 °C, а середня мінімальна – 4,10 °C. Середня річна кількість опадів – 748 мм.
| Клімат поселення                              | Клімат поселення | Клімат поселення | Клімат поселення | Клімат поселення | Клімат поселення | Клімат поселення | Клімат поселення | Клімат поселення | Клімат поселення | Клімат поселення | Клімат поселення | Клімат поселення | Клімат поселення |
| Показник                                      | Січ.             | Лют.             | Бер.             | Квіт.            | Трав.            | Черв.            | Лип.             | Серп.            | Вер.             | Жовт.            | Лист.            | Груд.            |                  |
| Середній максимум, °C                         | 13,70            | 12,35            | 14,49            | 17,64            | 22,22            | 26,21            | 27,82            | 27,84            | 23,70            | 19,67            | 15,50            | 13,84            |                  |
| Середня температура, °C                       | 9,58             | 8,22             | 10,36            | 13,50            | 18,10            | 22,08            | 25,06            | 25,10            | 20,97            | 16,94            | 12,76            | 11,09            |                  |
| Середній мінімум, °C                          | 5,44             | 4,10             | 6,24             | 9,38             | 13,97            | 17,95            | 22,33            | 22,36            | 18,22            | 14,19            | 10,01            | 8,35             |                  |
| Норма опадів, мм                              | 75               | 62               | 67               | 60               | 48               | 39               | 25               | 43               | 62               | 83               | 98               | 86               |                  |
| Середньомісячна швидкість вітру, м/с          | 3.70             | 3.96             | 4.00             | 3.62             | 3.16             | 2.88             | 2.93             | 2.75             | 3.10             | 3.34             | 4.14             | 4.14             |                  |
| Середньомісячна сонячна радіація, кДж/м²·день | 5719             | 8445             | 12151            | 16642            | 20674            | 23387            | 25104            | 22110            | 16392            | 10713            | 6207             | 4810             |                  |
| --------------------------------------------- | ---------------- | ---------------- | ---------------- | ---------------- | ---------------- | ---------------- | ---------------- | ---------------- | ---------------- | ---------------- | ---------------- | ---------------- | ---------------- |
| Джерело:                                      |                  |                  |                  |                  |                  |                  |                  |                  |                  |                  |                  |                  |                  |